# グレートブリテン島の地質
グレートブリテン島の地質（グレートブリテンとうのちしつ）は、豊かな多様性を有する。その多事な地史の結果、イングランド、ウェールズおよびスコットランドの構成国にわたるグレートブリテン島のランドスケープは変化に富んでいる。太古代以降のほぼ全ての地質時代にわたり、岩石が露頭で見られる。

## 概要
地震学的研究によれば、グレートブリテン島を一帯とする地域では、地球の地殻は27 - 35 km (17 - 22 mi) の厚みがある。最古の岩石は、スコットランド北西部の地表で発見されており、その年代は地球の歴史の半分よりも古い。これらの岩石は、グレートブリテン島およびアイルランド島の地殻の大部分を占めるものと考えられているが、さらにブルターニュ半島やチャンネル諸島の地表まで広がっていると推定される。一方で、最も若い岩石はイングランド南東部で発見されている。

### 基盤岩
基盤岩質は、堆積岩の様々なシーケンスにより覆われた、一般的により古い変成岩、および、その両者に対して異なる時期に貫入した火成岩の複合混合物により構成される。ブリテン島の地質の複雑さは、究極的には、非常に長い期間にわたって変動してきたプレートテクトニクスの主題に基づくプロセスによる部分が大きい。緯度および海面水準の変動は、堆積シーケンスの現象において重要な要因である。一方では、連続的な大陸同士の衝突により引き起こされる断層運動、および造山運動に見られるような褶曲運動が、その地質構造に影響を及ぼしており、これらはしばしば火山活動や既成の岩石シーケンスの変成作用とも関係する。

### 表層堆積物
この基盤岩地質の上にあるのが、より起源が新しい未固結物質の変化に富んだ分布である。それは氷河によって堆積した物質（氷礫土、および砂礫のようなその他の氷河運搬物）を含む。建築・土木工事、排水、地下水の試掘孔の用地選定、砂礫資源、土壌肥沃度を考えるときなどには、漂積 ("Drift") 地質はしばしば基盤岩地質よりも重要であることがある。漂移 ("drift") は専ら氷河堆積物や融氷流水堆積物を示す用語であるが、地質図上は伝統的に沖積層や河岸段丘等その他の物質を含めた用語とされてきた。最近の地質図では、"solid" と "drift" の代わりに "bedrock" と "superficial" の用語が使われる。

## 地史
以下に記すグレートブリテン島の地史はP. Toghillの解説に基づく。

### 先カンブリア時代

#### 太古代（始生代）
ルイス片麻岩はグレートブリテン島で最古の岩石で、太古代の少なくとも2,700 Mya（Mya = million years ago; 「百万年前」を表す単位）のものと推定されている。ちなみに、地球の誕生はおよそ4,600 Myaである。ルイス片麻岩は、各地の幾らかの小さい露頭とともに、スコットランドの北西端にあるヘブリディーズ諸島で発見された。もともと地球の表面に堆積してできた岩石から形成され、それらの岩石は後に地殻の深くに埋没し、変成作用を受けて結晶質片麻岩となった。

#### 原生代
それら片麻岩の南には、スコットランドの北西ハイランズとグランピアン・ハイランズを形成する複数の岩石の混合物から成る複合岩体がある。これらは基本的に褶曲した堆積岩の残りで、もともとは25 kmの厚さがあり、片麻岩を覆うように堆積し、その上は当時イアペトゥス海の海底であった。その過程はおよそ1,000 Myaに始まり、厚さ7 kmの著名なトリドン砂岩の地層がおよそ800 Myaに堆積してでき、670 Myaには氷床によりデブリが堆積した。
古地磁気学的証拠は、現在のグレートブリテン島が2つの大陸の間で7,000 kmの海を隔てて分裂していたのが520 Myaのことであることを示している。スコットランド北部は赤道からおよそ20°南のローレンシア大陸の南回帰線付近に位置していたが、グレートブリテン島の残りの部分はおよそ60°南のゴンドワナ大陸の南極線付近にあった。
ゴンドワナ大陸では、イングランドとウェールズは沈み込み帯付近にあった。両地域は主として火山島が散りばめられた浅い海の下に沈められた。これらの島々の残りはイングランド中部の大部分の下にあり、各地で見られる小さい露頭とともにある。およそ600 Myaのカドミアン造山運動はイングランドとウェールズのランドスケープを一変させ、北西ヨーロッパとともに山岳地帯にした。

### 古生代

#### カンブリア紀
カンブリア紀前期、イングランドおよびウェールズの火山と山は海水準の上昇により陸地が浸水するにつれて浸食され、堆積物の新しい地層ができた。イングランド中部の大部分は安定した地塊を形成し、それ以来ずっとほとんど変形されないままである。砂岩はスコットランド北部で堆積してできた。固い殻を持った最初の動物はこのときに進化し、その結果、これ以後の時代に形成された岩石の中に化石が含まれることがはるかに一般的になった。

#### オルドビス紀
500 Myaのオルドビス紀に、グレートブリテン島南部、北アメリカの東海岸およびニューファンドランド島南東部がゴンドワナ大陸から分離し、アヴァロニア大陸を形成した。この大陸は440 Myaまでに（プレートテクトニクスの仕組みにより）およそ30°南まで移動した。
オルドビス紀にはウェールズ北部は火山活動の影響を受けやすかった。これらの火山の残りは現在も見ることができ、その一例が510 Myaに始まるローベル・バウル山である。ボロウデイル火山群として知られる火山の大量の溶岩と火山灰が湖水地方を覆い尽くした。これは現在もヘルベリン山やスコーフェル山のような山々の形態に見ることができる。
オルドビス系は500 Mya頃のスキッドー粘板岩層の堆積物にも見られる。

#### シルル紀
シルル紀前期に入っても堆積は続き、特にウェールズで泥岩と砂岩の地層ができた。
アヴァロニア大陸が今度はバルティカ大陸と合流し、その合体した陸塊が425 Myaから400 Myaまでの間におよそ20°南でローレンシア大陸と衝突したことにより、グレートブリテン島の南半分と北半分が合体した。結果として生じたカレドニア造山運動がグレートブリテン島の北部と西部のほとんどでアルプス風の山脈を造り出した。この大陸の衝突はおそらく正面衝突というよりはむしろ斜角で、そしてこれはおそらくスコットランドを北東から南西に横切るような方向へ横ずれ断層に沿った運動を引き起こしたと考えられ、グレートグレン断層がその最たる例である（これらの断層帯の幾つかは初期の地球運動から来る古い弱線であったかもしれない）。
シルル紀に堆積した火山灰と溶岩はメンディップ・ヒルズとペンブルックシャーでまだ見つけられる。

#### デボン紀

デボン紀の旧赤色砂岩大陸

大陸同士の衝突は、継続する隆起、そして今のベン・ネビス山を形成したような多くの火山堆積物とともに、デボン紀も続いた。海水準はかなり変動し、イングランドの北から南にかけて海進と海退を繰り返した。隆起した地域は次第に侵食されていき、低地と海において多数の堆積岩層の堆積が進む結果となった。デヴォン州で見つかった海洋起源の岩石はその地質時代（デボン紀）の名の由来となったが、この時代の堆積物はブレコン・ビーコンズ、スコットランドのミッドランド・バレー、オークニー諸島など、多くの他の場所でも見つかっている。これらのほとんどは陸地に起源を持つものであり、非公式に旧赤色砂岩として知られている。
カレドニア山脈はデボン紀末期までにその大部分が侵食されてしまい、この地域は赤道近くの10°南から15°南の辺りに位置していたので、不毛の砂漠気候を経験したであろうと考えられている。

#### 石炭紀
石炭紀の始まりの360 Mya頃、グレートブリテン島は赤道直下にあり、温暖で浅いレイク海の水に覆われていた。その間、石炭系石灰岩が堆積した。これはメンディップ・ヒルズ、ウェールズの北部と南部、ダービーシャーのピーク・ディストリクト、ランカシャー北部、ペナイン山脈、スコットランド南東部で見つけられた。より最近になって、これらの地域の幾つかの石灰岩の中で雨水と地下水に含まれる炭酸と有機酸の作用により洞窟が発達した。
これらの後に、頁岩、シルト岩、そしてミルストン・グリットの粗粒砂岩が続く。後に、三角州が形成され、沈殿した堆積物が沼地と雨林により定着した。周期的な夾炭層が形成されたのはこの環境にあればこそであり、グレートブリテン島の莫大な石炭の埋蔵量の大部分を占める産出地は産業革命を勢いづけた。石炭は、北はスコットランドのミッドランド・バレーから南はイングランドのケントまで、グレートブリテン島の多くの地域で見つかっているが、採炭地は主にスコットランドのミッドランズ、イングランドのミッドランズ、イングランド北部およびウェールズに集中している。
石炭紀全体を通して、特にイングランド南西部は大陸プレートの衝突により影響を被った。およそ280 Myaに起こったバリスカン造山運動として知られる造山運動時代はイングランド南西部に大規模な変形を引き起こした。石炭紀の終わりに向かって、デヴォンとコーンウォールの上にある岩石の下に花崗岩が形成され、現在はダートムーアとボドミン・ムーアで露出しており、銅やスズなどの鉱物化した堆積物を生み出している。バリスカン褶曲の大まかな地域はおおよそペンブルックシャー南部からケントまでの東西のラインの南であった。主要な地殻運動の圧力は南または南東からで、そこでは右横ずれ断層が発達した。デヴォン＝コーンウォール山塊は当初さらに東へ距離があったかもしれないが、その後は一転して西へと移動したであろう。より小規模のバリスカン褶曲は最北端のダービーシャーとベリック・アポン・ツイードで起こった。
石炭紀の終わりまでに、地球の様々な大陸が融合して超大陸パンゲアを形成した。このときグレートブリテン島はパンゲア大陸の内陸部に位置しており、そこでは再び暑くて不毛の砂漠気候の影響を受けやすく、頻発する鉄砲水が堆積物を残していき、赤色堆積岩の地層を形成した。これは後の三畳系新赤色砂岩に幾分似ている。

#### ペルム紀
ペルム紀は、不毛の砂漠の環境と、今日のイギリス海峡にあたるイングランド南西部と周辺域のバリスカン造山運動で隆起した陸地の侵食による3000万年間に特徴付けられる。後にグレートブリテン島の大部分は浅海に水没した。極地氷床が融け出すにつれ、テチス海と苦灰統海が形成され、最終的に天然の塩田とともに平らな砂漠を残して水が引く前に、頁岩、石灰岩、礫、泥灰岩が堆積した。

### 中生代

#### 三畳紀
三畳紀にパンゲア大陸はゆっくりと移動したので、グレートブリテン島は赤道から離れて20°北から30°北の間まで移動した。砂岩と赤色泥岩を含む赤色地層は新赤色砂岩の主要な堆積物を形成している。南方のフランスのバリスカン高地の残りは侵食され、イングランド中部と、チェシャーとアイルランド海の断層を生じた盆地にかけて堆積した新赤色砂岩の地層となった。ハンプシャー地方で盆地が発達したのもこの頃である。ジュラ紀に超大陸が分裂するのに先立ち、グレートブリテン島内および周辺域でリフトが生じた。
ブリストル付近で見つかった岩石の砕屑物は、214 Myaにカナダのマニクアガン・クレーターへの隕石の衝突に伴い、デブリが降り注ぎ、グレートブリテン島にデブリのとても薄い層を成したことを示しているようであるが、これはいまだに議論が続いている。

#### ジュラ紀
ジュラ紀が始まると、パンゲア大陸は分裂し始め、海水準が上昇し、グレートブリテン島はユーラシアプレートに乗って30°北と40°北の間まで移動した。グレートブリテン島の大部分が再び海中に沈んだことで、堆積岩が堆積し、今ではそれはヨークシャーのクリーブランド・ヒルズからドーセットのジュラシック・コーストまで、イングランドの大部分の下にあることがわかっている。これらは砂岩、緑色砂、コッツウォルズ丘陵地の魚卵状石灰岩、ホワイトホース谷とポートランド島のコラリアン石灰岩を含む。
ジュラ紀中に海底の泥の下に埋まった藻類とバクテリアの死骸は北海油田と天然ガス田を形成する結果となり、そのほとんどは海水準が下がるにつれて形成された塩類堆積物により、上にある砂岩中に捕らえられ、沼地や塩分を含んだ湖やラグーンを形成して恐竜の生息地となった。

#### 白亜紀
白亜紀には現在の大陸が形成され、スコットランド北部が北アメリカから次第に離れていき、大西洋が形成された。陸地は隆起を繰り返しては肥沃な平原を形成した。
2000万年位後に、海は再び陸に侵入し始め、グレートブリテン島の大半が再び海に浸かるまで浸水が続いたが、海水準は頻繁に変動した。チョーク（白亜）と燧石がグレートブリテン島の大部分を覆うように堆積し、今では特にドーバーの白い崖とセブン・シスターズに露出しており、ソールズベリー平原も形成している。海水準が高かったことで、海上に露出した陸地の面積はわずかであったが、これはこの頃から見つかっている陸地起源の砂・泥・粘土堆積物が全般的に欠乏していることの説明となる。白亜紀後期の地層の中には、事実、ほぼ純粋なチョーク（白亜）であるものもある。

### 新生代

#### 古第三紀
63 Myaから52 Myaまでの間の古第三紀前期に、グレートブリテン島で最後の火山岩が形成された。この時の大規模な噴火はアントリム高原、ジャイアンツ・コーズウェーの玄武岩質の石柱群、およびスコットランドのインナー・ヘブリディーズの溶岩層と火成の貫入を造り出した。
およそ50 Myaに起こったアルプス造山運動は、ロンドン盆地向斜、南方のウィールド＝アルトワ背斜、ノース・ダウンズ、サウス・ダウンズ、そしてチルターン丘陵を形作る役割を果たした。
古第三紀中、北海が形成され、グレートブリテン島は隆起した。この隆起は、そのずっと前のカレドニア造山運動とバリスカン造山運動から残された古い弱線に沿ったものもあった。隆起した地域はその後侵食を受け、さらにロンドン粘土層のような堆積物がイングランド南部を覆うように堆積した。一方で、イギリス海峡は干潟および河川の働きによって堆積した砂に特徴付けられる。イングランドの中部地方と北部のほとんどは、古第三紀が始まった時には、ジュラ系と白亜系の堆積物に覆われていたかもしれないが、それらは侵食作用を経て失われた。35 Myaまでに、ランドスケープはイネ科植物とともに、ブナ属、オーク、セコイア、ヤシのような木々が定着・群生した。

#### 新第三紀

##### 中新世と鮮新世
新第三紀の中新世と鮮新世に、特にウェールズ、ペナイン山脈およびスコットランドのハイランズにおいて、さらなる隆起と侵食が起こった。植物と動物の類型はそれらの現在の形態へと発展し、およそ200万年前までに、ランドスケープは広く今日のように認識できたであろうと考えられている。

#### 第四紀

##### 更新世

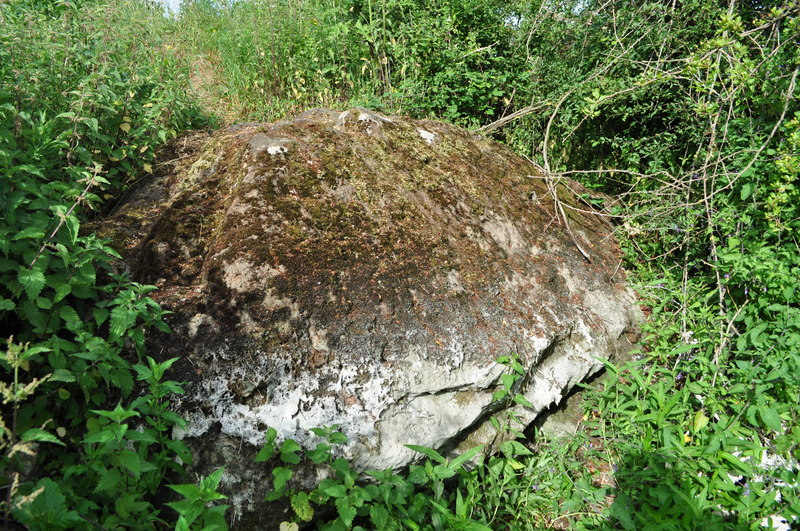
イングランドで最大の迷子石の一つであるマートンストーン

更新世中の大きな変化は幾度かの最近の氷期によってもたらされた。最も厳しかったのはアングリア氷期で、厚さが1,000 mにもなる氷河が島の最南端のロンドンとブリストルにまで達した。これはおよそ47万8000年前から42万4000年前の間に起き、テムズ川の迂回路がちょうど現在の進路をとるように至らしめた。
石器の形態に数々の証拠がみられ、イングランド南部には、アングリア氷期に続いて訪れた温暖なホクソニアン間氷期に、ヒトの集団が住み着いた。イギリス海峡はこの時期に繰り返し開いたり閉じたりし、時折グレートブリテンを島にした。ブリテン諸島で見つかった、年代の特定された最古のヒトの化石には、25万年前からのスワンズクーム人の頭蓋骨が含まれ、より早い年代のクラクトニアン人の化石もこの時代のものである。
およそ35万2000年前から13万年前まで続いたウルストニアン氷期は約15万年前にピークに達したと考えられており、その名前はコヴェントリーの南東にある村ウルストンに因み、同地は氷河の南限と考えられている。
ウルストニアン氷期に続いてイプスウィッチアン間氷期が訪れ、同時期は最北のリーズでカバが生息していたことが知られている。
最終氷期であるディベンシアン氷期は約11万5000年前に始まり、およそ2万年前にピークを迎え、ほんの1万年前に終わったと考えられており、アスク谷とワイ谷が氷河により侵食され、氷床自体はウルヴァーハンプトンとカーディフの南にまで達したとされている。グレートブリテン島で最古のヒトの遺骨は「パビランドの赤い貴婦人」と呼ばれる男性の遺骨で、2万9000年前のものである。氷床がピークに達すると遂に人々はその土地を去り、氷床が後退すると再び入植したと考えられている。5000年前までには、グレートブリテン島は現在よりも温暖であったと考えられている。
氷河によって残された特徴の中には、スコットランド西海岸のフィヨルド、湖水地方のU字谷、そしてノルウェーのオスロ地域から運搬され、ヨークシャー沿岸に堆積した迷子石などがある。

##### 完新世
最近の1万2000年間は完新世として知られる。完新世の間に発生した最も重大な地質的特徴は、イングランドおよびウェールズの高地地方と沿岸部、およびスコットランドの泥炭堆積物である。サマセット低地、フェンズと呼ばれるイングランド東部の沼沢地帯、およびロムニー・マーシュと呼ばれる湿地帯などの低地の堆積物の多くは、最近になって人工的に水を抜かれたものである。
新石器時代には人間が森林の開拓を始めたので、今では陸地のほとんどで森林が伐採されてしまい、侵食の自然過程が加速している。大量の石、砂利、粘土が毎年採取され、2000年までにイングランドの面積の11%が道路や建築物で覆われている。
現在、ディベンシアン氷河の重さが持ち上げられた結果、スコットランドは上昇を続けている。反対に、イングランドの南部と東部は大まかな推定で1年に1 mmずつ沈降しており、ロンドン地域は最近の粘土堆積物の圧密が継続しているために部分的にその2倍の速度で沈降している。
加えて、地球温暖化が原因と考えられる海水準の上昇は、陸地の海抜付近の地域をますます洪水の影響を受けやすい地域にしているようである一方、海岸線が地質学的に急速度で浸食し続けている地域もある。
グレートブリテン島は毎月、複数のごく軽微な地震の影響を受けやすい状態が続いており、軽度から中程度の地震はよく発生する。20世紀中には、モーメントマグニチュードが4.5から6.1の有感地震が25回発生し、それらの多くはブリテン諸島内を震源とするものであった。

## 地質学的特色
- チェダー渓谷（英語版） - グレートブリテン島で最大の渓谷
- ジュラシック・コースト - ユネスコの世界遺産登録地
- グレート・グレン断層（英語版）
- ハイランド境界断層（英語版）
- 南部高地断層（英語版）
- スコットランドのミッドランド・バレー
- フィンガルの洞窟
- ソールズベリー平原（英語版）
- チーズ＝エグゼ分割線（英語版）
- ホワインシル（英語版）
- シッカーポイント
- ロンドン盆地
- ハンプシャー盆地（英語版）
- ロンドン＝ブラバント地塊（英語版）
- コーヌビアン・バソリス（英語版）
- リザード複合岩体（英語版）

## 地質資源
グレートブリテン島の複雑な地質は、初期の抽出が産業革命の動力源となった石炭の豊富な供給量を含む、広範囲にわたる地質資源を同地に提供している。20世紀の間、北海油田とガスの採掘は英国に更なるエネルギー供給を提供した。地熱エネルギーとオンショア油田も北海油田よりは少ないながらも資源開発されている。
多様な岩石が建築物や一般的な建設のニーズのために使われている（例：線路のバラスト用の砕石や砂利など）ほか、様々な鉱物も採掘されたり切り出されたりして、化学産業（例：塩）や金属の生産（例：銅やスズ）やその他の用途（例：陶土）に使われる。

## 出来事
- ストレッガ地滑り（英語版） - 津波を発生させた（紀元前6100年頃）
- ブリストル海峡の洪水 (1607年)（英語版） - 津波により引き起こされた。
- リスボン地震 (1755年) - 津波を発生させ、コーンウォール地方を襲った。
- コルチェスター地震 (1884年)（英語版）
- ダドリー地震 (2002年)（英語版）
- リンカンシャー地震 (2008年)（英語版）

## 関連機関・団体

### 政府機関
- 英国地質調査所

### 学会
- ロンドン地質学会
- エディンバラ地質学会（英語版）
- 王立コーンウォール地質学会（英語版）

## 英国地質学の先駆者たち
- ジェームズ・ハットン (1726–1797) - 「近代地質学の父」
- ウィリアム・スミス (1769–1839) - 「イングランド地質学の父」
- ジョージ・ベラス・グリノー（1778-1855）
- ウィリアム・バックランド (1784–1856)
- アダム・セジウィック (1785–1873)
- ウィリアム・コニベア (1787–1857)
- ギデオン・マンテル (1790–1852)
- ロデリック・マーチソン (1792–1871)
- チャールズ・ライエル (1797–1875)
- メアリー・アニング (1799–1847)
- ジョン・フィリップス (1800–1874)
- トーマス・ジョージ・ボニー（英語版） (1833–1923)
- チャールズ・ラップワース (1842–1920)

## 賞
- ウォラストン・メダル